# Mastax elegantula
Mastax elegantula é uma espécie de carabídeo da tribo Brachinini, com distribuição na Índia e Myanmar.